# Nō

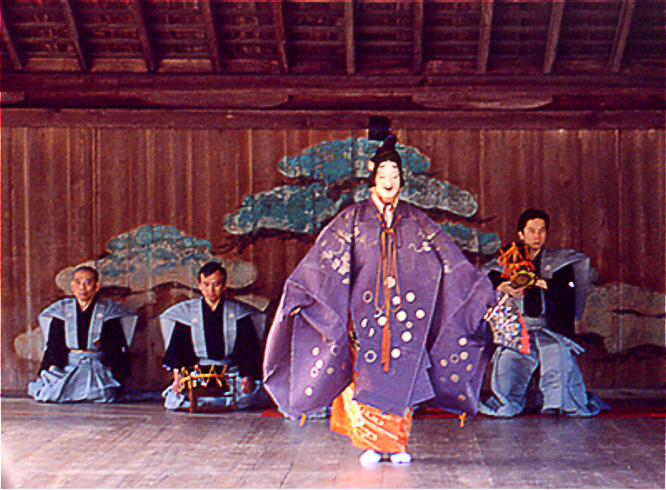
Nō-Aufführung am Itsukushima-Schrein

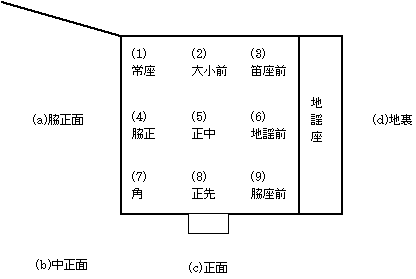
Bühnenaufstellung

Nō (japanisch 能) ist ein Teilbereich des japanischen klassischen Tanztheaters Nōgaku(japanisch 能楽), das seit dem 14. Jahrhundert aufgeführt wird (Nōgaku besteht aus Nō und Kyōgen (japanisch 狂言)). Meist trägt der Hauptdarsteller (Shite) eine Nō-Maske (japanisch 能面). Es ist eine der ältesten bedeutenden Bühnenkünste Japans, die bis heute regelmäßig aufgeführt wird. Oft werden „Nōgaku“ und „Nō“ synonym verwendet, was jedoch nicht korrekt ist. Traditionell besteht ein Nōgaku-Programm aus mehreren Nō-Stücken, zwischen denen komische Kyōgen-Aufführungen eingestreut sind. Heutzutage ist jedoch eine Programmstruktur mit zwei Nō-Stücken und einer Kyōgen-Aufführung üblich. Oft werden „Nōgaku“ und „Nō“ synonym verwendet, was jedoch nicht korrekt ist.

## Einführung
Das Nō-Theater wurde im 14. Jahrhundert von Kan’ami und seinem Sohn Zeami Motokiyo geschaffen. Seine Spuren lassen sich jedoch auf das Nuo der Tang-Zeit (chinesisch 儺戲 / 傩戏, Pinyin nuóxì), das Sarugaku und das volkstümliche Theater zurückführen. Damals waren Nō-Schauspieler auch gleichzeitig die Autoren der Stücke. Zeami war einer der berühmtesten Nō-Theoretiker.
In der Edo-Zeit (zwischen dem 16. und 19. Jahrhundert) war es ein Privileg der Samurai, das Nō-Theater zu spielen und zu besuchen. Damals hatten Nō-Schauspieler den erblichen Samuraistatus. Vier bedeutende Nō-Theaterschulen (観世, Kanze; 宝生, Hōshō; 金春, Komparu; und 金剛, Kongō) bildeten alle Nō-Schauspieler aus. Auch die Nō-Musiker und Nebenrollenschauspieler kamen aus diesen vier Häusern. Dieses Iemoto-System gibt es bis heute. In der Meiji-Zeit kam die Kita (喜多) gleichberechtigt als fünfte Schule hinzu.
Auf der Bühne sieht und hört man:
- zwei, drei Darsteller: die Hauptfigur (Shite), einen Begleiter (Waki) und oft eine weitere Figur (Tsure), selten eine weitere Figur (Ai),
- die Musiker: Flöte, große und kleine Trommel, hinter den Darstellern sitzend,
- auf der rechten Seite den Chor (Hayashi), eine Gruppe von dunkel gekleideten Männern, die die verbindenden Text rezitieren.

Das Nō-Theater wird traditionell in Verbindung mit Kyōgen, einer Art Komödie, aufgeführt. Nō und Kyōgen wurden im Jahr 2001 unter dem Sammelbegriff Nōgaku gemeinsam in die UNESCO-Liste der Meisterwerke des mündlichen und immateriellen Erbes der Menschheit aufgenommen und 2008 in die Repräsentative Liste des immateriellen Kulturerbes der Menschheit übertragen.

## Themen und Handlung

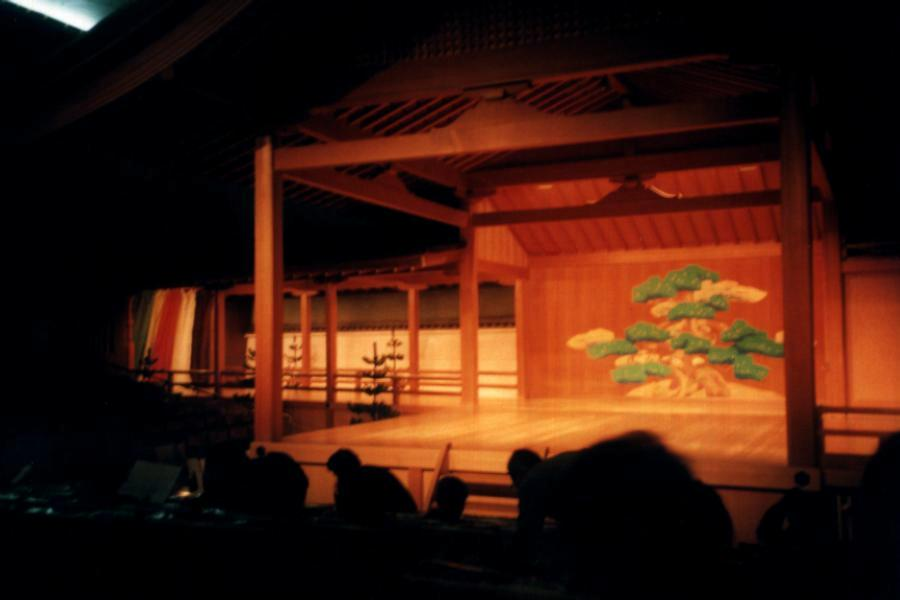
Bühne

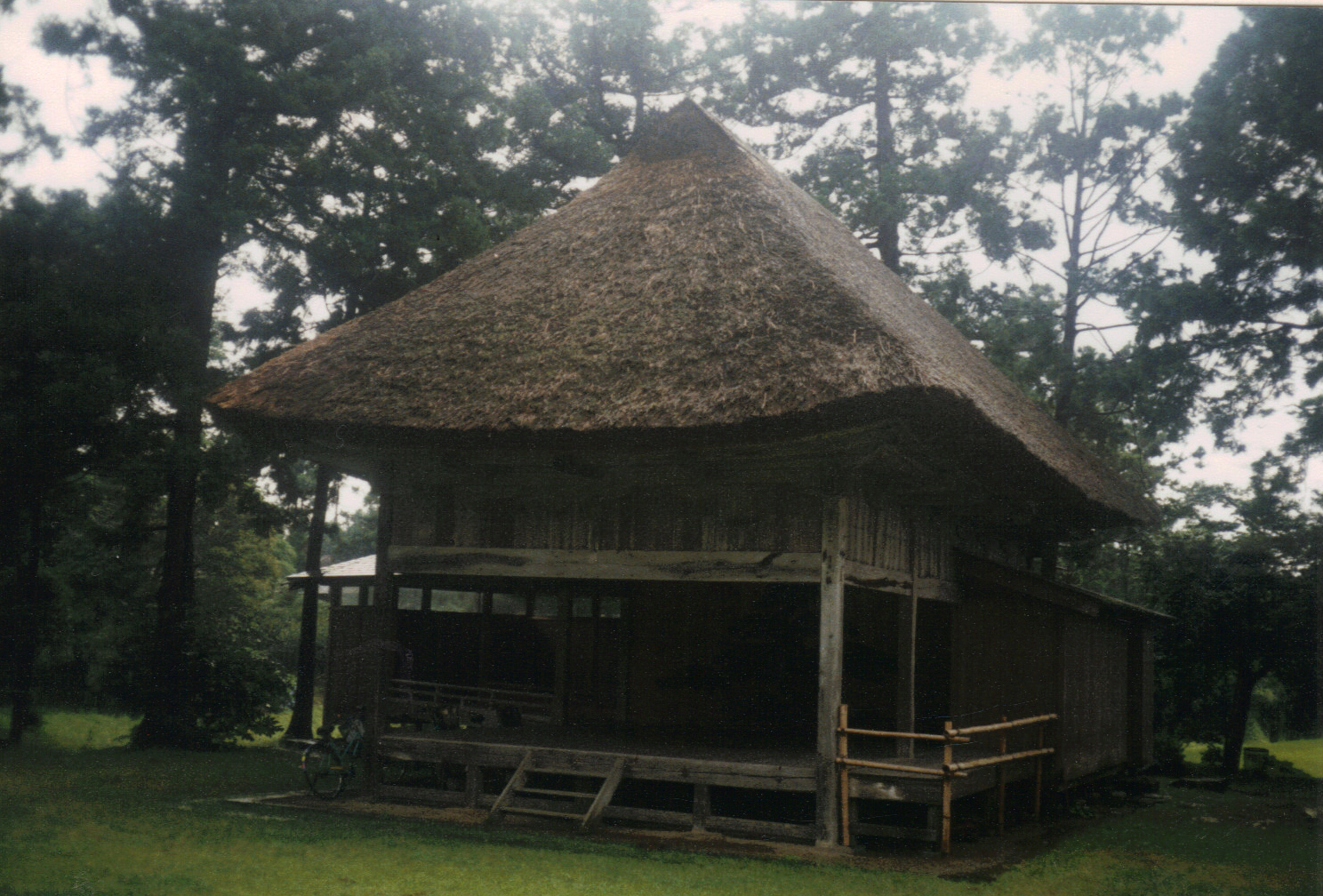
Nō-Theater auf der Insel Sado.

Die Themen von Stücken des Nō-Theaters lassen sich nach den jeweiligen handelnden Figuren wie folgt einteilen:
1. Göttliches Drama: ein Stück um einen japanischen Gott oder eine Göttin, eine fremde mythologische Gestalt oder einen Himmelsgott
2. Männliches Drama: ein Stück mit meist kriegerischem Inhalt
3. Weibliches Drama: ein Stück um eine schöne Frau bzw. ein Liebesdrama
4. Drama vom Wahnsinn: ein Stück zu aktuellen Ereignissen
5. Ungeheuer-Drama: ein Stück, in dem Ungeheuer (Oni) vorkommen

In den meist formalen Vorstellungen wird ein Stück eines Themas gezeigt und von einer Kyōgen-Vorstellung, einer Komödie, begleitet. Meistens werden ein oder zwei Stücke zusammen mit einer Kyōgen-Vorstellung aufgeführt.
Die Handlungen des Nō-Theaters sind mannigfaltig. Die Handlung des Göttlichen Themas ist feierlich. Der Held oder Heldin ist Kami (Gott oder Göttin im Shinto), ein Buddha oder eine andere himmlische Gestalt, was am Anfang des Dramas aber noch nicht bekannt ist. Am Ende enthüllt der Held seine Identität und segnet die anderen Handelnden, das Land und die Betrachter.
Das „männliche“ Drama gründet normalerweise auf einer Kriegerlegende, zum Beispiel der Legende von Heike monogatari. Meistens ist die Handlung tragisch. Der Kern der Handlung sind Schlachten und der Tod des Helden.
Das „weibliche“ Drama ist oft ein tragisches Liebesdrama um die Liebe zwischen der Heldin und einem Mann. Gerade Sehnsucht, Neid oder unerfüllte Liebe sind oft das Zentrum der Handlung.
In manchen dieser Stücke wird die Handlung als so-genanntes „Doppelphantasie-Nō“ (複式夢幻能, Fukushiki Mugen Nō) dargestellt. Dieses ist ein Drama mit zwei Akten, die Phantasie und Wirklichkeit vermengen: Ein Reisender kommt an einen Ort, wo ihm ein Fremder eine alte Legende erzählt, bevor er plötzlich verschwindet (Akt 1). Ein anderer erklärt später dem Reisenden, dass diese Person in Wirklichkeit ein Gespenst des Hauptcharakters dieser Legende gewesen sei (間狂言, Ai-kyōgen; dt. „Mittelakt“). In der folgenden Nacht kehrt das Gespenst zurück, stellt sich vor und teilt dem Reisenden seine wahren Gedanken, Erinnerungen und Gefühle mit und bittet ihn um ein Gebet für seine Erlösung. Dann kommt der Morgen, und der Reisende zieht mit einem Gebet weiter (Akt 2).

## Masken

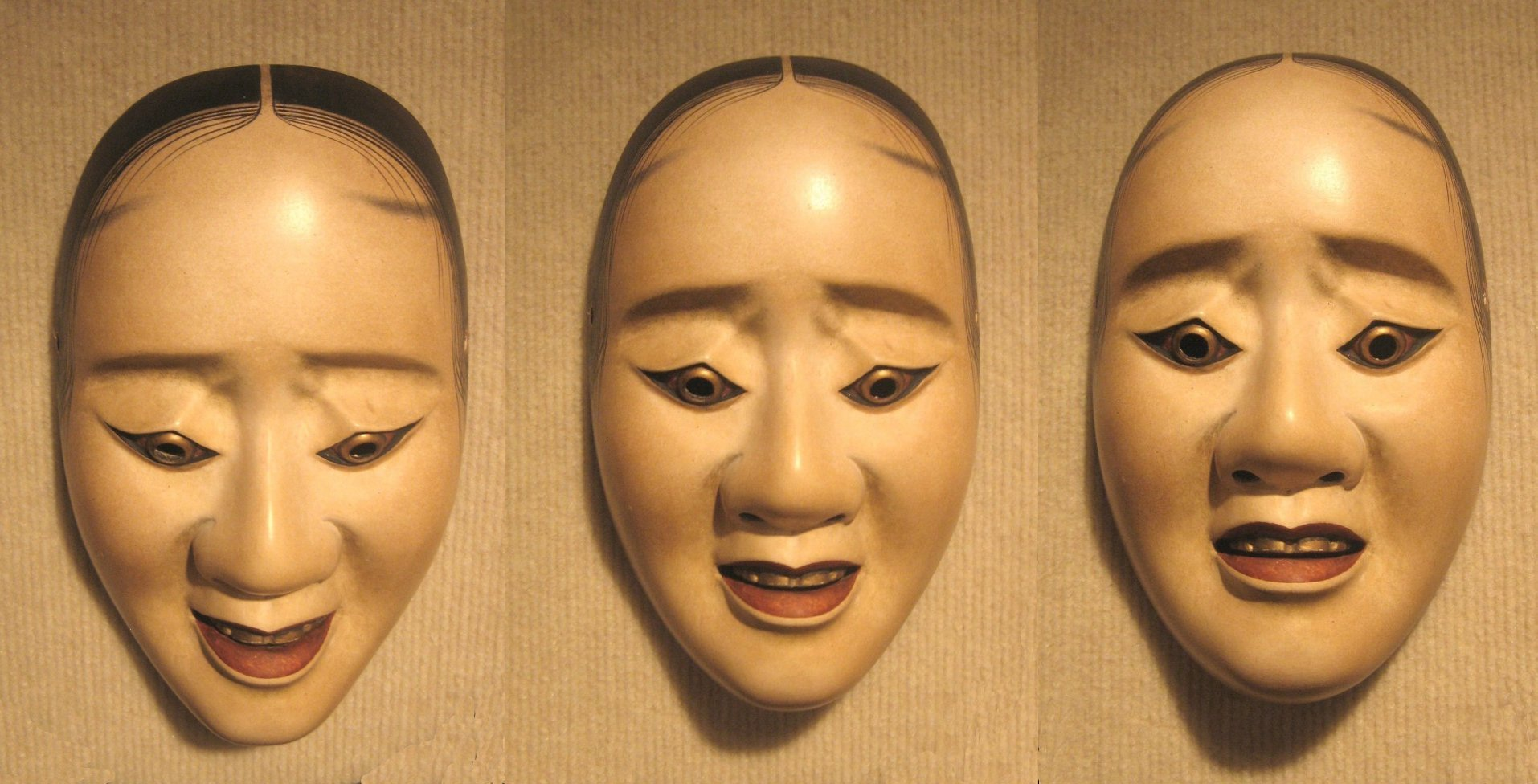
Nō-Maske: Je nach Neigung der Maske ergibt sich ein anderer Gesichtsausdruck

Die traditionelle Nō-Maske ist eine sogenannte Larve (仮面, kamen) und wird auf Japanisch Nō-men (能面) oder Omote (面, dt. „Gesicht/Antlitz“) genannt.
Durch Tradierung haben sich etwa 250 Maskentypen zur Darstellung verschiedener Charaktere entwickelt, von denen etwa 60 regelmäßig benutzt werden. Es gibt Frauenmasken, Männermasken, Ungeheuer-/Dämonenmasken und Göttermasken. Die Form der heute bekannten Masken entwickelte sich bis ins späte 17. Jahrhundert.
Zur Darstellung eines erwachsenen Mannes trägt der Schauspieler keine Maske. Nur um Frauen, Götter oder Ungeheuer (z. B. Geister oder Gestaltwandler) zu spielen, muss er eine Maske tragen. Jede Maske hat ihren eigenen Namen und ihre charakteristischen Merkmale.
Die Gestaltung von Masken kann mitunter sehr aufwendig ausfallen. Sie sind aus leichtem Holz geschnitten; gewöhnlich wird japanische Zypresse verwendet, die aus dem Kiso-Tal stammen sollte und sechs oder sieben Jahre in einem Gemisch aus frischem und Salzwasser abgelagert wurde. Es gibt Nō-Masken, die als Kunstwerke bekannt geworden sind, so beispielsweise die drei von Toyotomi Hideyoshi präsentierten Ko-omote-Masken „Schnee“ (雪), „Mond“ (月) und „Blume“ (花), von denen er sehr fasziniert gewesen sein soll und von denen angenommen wird, dass sie vom Großmeister Tatsuemon (龍右衛門) stammen. Viele dieser Kunstwerke oder Prototypen gehören Privatsammlungen an und sind nicht fürs Publikum bestimmt und oft auch nicht in gedruckten Katalogen oder Büchern zu finden.
Nō-Masken sind etwas kleiner als das Gesicht, um den Effekt einer Vergrößerung des Schauspielers auf der Bühne zu bewirken, oder, nach anderen Autoren, aus ästhetischen Gründen, da ein kleines Gesicht als schön empfunden wurde. Letzteres gilt wohl in besonderem Maße für die Masken von Frauen, Göttinnen oder himmlischen Jungfern wie der Ko-omote (小面), der Zō-onna (増女) oder der Manbi (万媚).
| - weiblich: - jung: - Ko-Omote: dick, hohe Augenbrauen, lächelnd - Maki Masu: Edelfrau - Waka Onna: lächelnd, hohe Augenbrauen - mittelalt: - Shakumi: ruhiger Ausdruck - Fukai: ernster Ausdruck - Daigain: gehässiger Ausdruck - alt: - Uba: ruhiger und bescheidener Ausdruck, leicht faltig - Rōjo: sehr alt und faltig - komisch: - O-Kame (Otafuku): pausbäckig, lächelnd, bäuerlich - boshaft: - Hannya: Hörner, grüne Haut, hervorstehende Augen - männlich: - jung: - Kasshiki: Gehilfe, Haarbüschel auf der Stirn - Jidō: Halbgott-Kind - alt (jo): - Ko-jo: vornehm, bärtig, kaum Falten - Sanko-jo: bescheiden, bärtig, viele Falten - Chu-jo: edler Krieger, besorgte Augenbrauen - Mai-jo: kahler, alter Mann - Hakujiki-jo: weiße Augenbrauen und Bart - Yorimasa: betagter Krieger - Heida: Krieger in der Blüte seines Lebens - komisch: - Hyottoko, Shio-fuki: verzerrter Mund, asymmetrische Augen | - Geister: häufig als Blinde dargestellt - Götter und Dämonen: - Shishi-guchi: Löwenkopf, offener Mund - O-Beshimi: mächtiges Monster, geschlossener Mund - O-Tobide: mächtige Göttlichkeit, hervorstehende Augen - Tengu: Dämonen, teilweise geflügelt, mit langem Hals und rotem Gesicht - Kurihige: Oberhaupt der Drachen, schwarzer Bart - Nyodo: Dämon mit drei Augen - Oni: Dämonen mit Hörnern, rotem Gesicht - Shōjō: Seegeist, rotes Haar - Buaku: Dämon, großer Mund (eher im Kyōgen) - Tiere: - Kawazu: Frosch - Kitsune: Fuchs - Saru: Affe |

## Kostüme

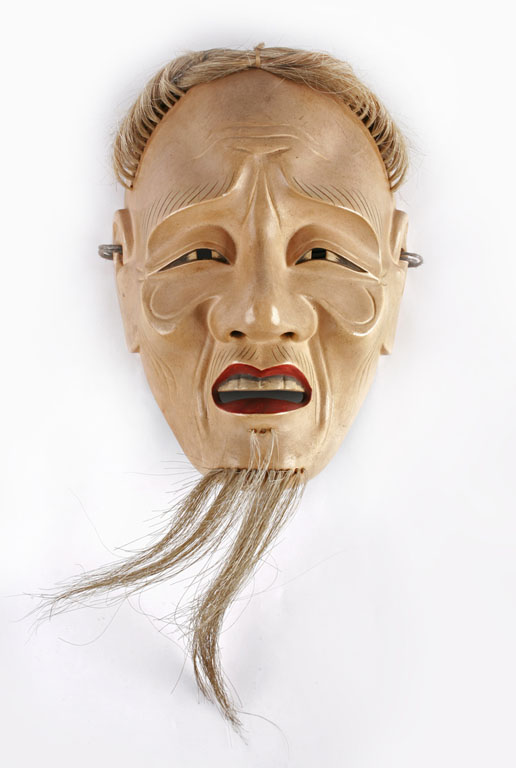
Eine Ko-jo-Maske (alter Mann) in der Sammlung des Children’s Museum of Indianapolis

Wie die Masken, so sind auch die Kostüme im Nō besonders prächtig, ja einzigartig in der Theatergeschichte. Viele davon sind als Meisterwerke der Kunstgewänder staatlich geschützt und werden in Museen oder Privatsammlungen aufbewahrt. Der heutige Stil der Nō-Kostüme gehört nicht irgendeiner präzisen Zeit der japanischen Gewändergeschichte an, sondern präsentiert gleichsam eine Synthese von verschiedenen Stilen und Epochen zwischen dem 14.–18. Jh., wo die Schauspieler der zeitgenössischen, veränderlichen Mode wahrscheinlich deswegen folgten, weil sie kostbare Gewänder als Geschenk von anwesenden Gönnern empfingen. Die Kostüme sind im Allgemeinen außerordentlich prunkvoll und teuer. Heutzutage verwendet man auf der Bühne häufig Kostüme, die in der Meiji-Zeit (1868–1912) als Reproduktionen älterer Gewänder angefertigt wurden. Gelegentlich aber kann man sowohl ganz neue wie auch sehr alte Exemplare sehen, die bis aus dem 16., ja sogar 15. Jh. stammen können. Die Nō-Kostüme sind sehr verschiedenartig, aber auch im Falle sozial bescheidener Rollen, z. B. eines Fischers oder eines Gärtners, obwohl schlichter und in weniger auffallenden Farben, immer doch aus kostspieligen Materialien angefertigt und nie realistisch ärmlich oder schmutzig aussehend.

## Musik
Nō-Theater wird von einer kurzen Bambusquerflöte nōkan (能管), drei Trommeln – die beiden Sanduhrtrommeln ōtsuzumi und kotsuzumi sowie die Fasstrommel taiko – und vor allem von Chorgesang (地謡, ji-utai) begleitet.

## Tanz
Das Nō ist ein Tanzdrama, in welchem es keinen Platz für realistische improvisierende Schauspielkunst gibt. Alle heutige Gebärden und Tanzbewegungen sind Ergebnis eines langen Prozesses der Stilisierung, bei der allmählich nicht-wesentliche Elemente aus der ursprünglichen Imitation realer Gesten weggelassen wurden. Aktionen wie Weinen, Kämpfen, Geistererscheinungen und -beschwörungen, Schamanen- und Frauentänze erfuhren eine elegante konzentrierte Reduktion auf ihren Wesensgehalt.
Diese äußerst stilisierten Gebärden sind in die verhältnismäßig wenigen Grundschritte und Grundfiguren des Tanzes – sie werden Muster (kata) genannt – aufgenommen und werden im Tanzunterricht immer wieder geübt. Es gibt im Nō gelegentlich kompliziertere Tanzschritte und seltene Akrobatik, so etwa in einigen Dämonenrollen der Kongō-Schule, aber solches Virtuosentum wird von Sachverständigen nicht besonders geschätzt und sicher macht es nicht die Größe des Nō-Tanzes aus. Die erste kata, die man lernt, heißt umpo oder hakobi und stilisiert die Grundbewegung des Gehens. Der Schauspieler gleitet auf den Fersen, seine Füße verlieren den Kontakt mit dem Fußboden nicht: Dadurch bewegt sich der Schauspieler nur horizontal, dem Fußboden parallel, sanft und geschmeidig, wie ein Geist, der traditionell gleitet, nicht geht.
Einige kata haben heute keine Bedeutungen mehr, wahrscheinlich weil die Ursprünge vergessen wurden; andere aber sind mehr oder weniger verständlich, wie z. B. die immer wiederkehrende kata des shiori, die das Weinen dadurch andeutet, dass der Schauspieler eine oder beide Hände vor dem Gesicht langsam aufhebt. Es gibt auch Gebärden, die etwa Mondschein, das Fallen der Kirschblüten u. Ä. mimisch andeuten.

## Filme
- Thomas Schmelzer (Regisseur) Nô – Das Geheimnis der Stille, 60-minütige Dokumentation von WDR und arte – 2004, DVD[4]
- Im japanischen Komödiendrama Story of my family!!! aus dem Jahr 2021 beschließen die Mitglieder der Familie Miyama, deren Vater das 27. Oberhaupt eines Nō-Clans ist und die bisher getrennt gelebt haben, wieder zusammenzuleben. Obwohl das Zusammenleben lästig ist, fühlen sich alle irgendwie geliebt.[5]